# 行動療法
行動療法（こうどうりょうほう、behavior therapy）とは、心理療法のひとつで、学習理論（行動理論）を基礎とする数多くの行動変容技法の総称。近年は広義の認知療法との交流・統合が進展し、認知行動療法と称されることも多い。行動療法においてターゲットとすべきは客観的に測定可能な「行動」であり、また目標とすべきは望ましくない行動の「強化」や「弱化」といった行動の制御である。特徴としては訓練のようであり、精神分析のような原因探求や来談者中心療法のような受容的な支持療法とは一線を画する。
イワン・パブロフにおける古典的条件づけを特徴とした行動主義心理学は第二次世界大戦時には欧米で盛んに研究された。後にハーバード大学の心理学者であるバラス・スキナーによるオペラント条件づけの登場によって一世を風靡したが、その後、人間性に焦点を当てた人間性心理学や、アーロン・ベックの認知療法など認知に焦点を当てた技法の登場によって、その勢力は衰退していった。近年の認知行動療法への注目によって、広義にここに分類される。
なお「療法」と称しているものの、行動療法の技法は精神科・心療内科などの医療に留まらず、種々の技能訓練、習癖の改善、リハビリテーション、障害を持つ子どもの療育、犯罪者の矯正など、幅広い分野において転用されている。この場合、行動変容ないし行動修正（behavior modification）の呼称が用いられることもある。数ある技法の中には、古来より経験則として用いられてきたしつけや訓練の技法を洗練したものも含まれている。

## 小史
イワン・パブロフにおける古典的条件づけにしたがって、ジョセフ・ウォルピは系統的脱感作を提唱した。恐怖反応に拮抗するリラクゼーションを行う。反応を起こす刺激にエクスポージャー（暴露）する心理療法にもつながっている。行動療法ということで臨床に応用しようとした初期の人物はハンス・アイゼンクである。1960年代にアイゼンクは、『行動療法と神経症』を出版し、学習理論や条件づけによって神経症やアルコール依存症を治療することを提唱した。
後に行動主義は、ハーバード大学の心理学者であるバラス・スキナーによるオペラント条件づけの登場によって一世を風靡した。その後、人間性に焦点を当てた人間性心理学や、アーロン・ベックの認知療法など認知に焦点を当てた技法の登場によって、その勢力は衰退していった。
アルバート・バンデューラは思考などの認知が行動の媒介となっているという社会的学習理論を提唱し、行動療法を認知行動療法へと方向づけた。
近年認知行動療法への注目によって、行動療法は広義に認知行動療法に分類される。

## 特徴
他の心理療法に比べて時間がかからず費用も少なくすむ反面、クライエント自身の主観的体験や内面的葛藤を重視していないため、特定症状を除去したところで代わりに別の症状が出てくるだけだという批判もあるが、科学的根拠はない。

## 主な技法

### レスポンデント技法

#### 強化技法
- 覚醒条件づけ技法
- 情動条件づけ技法

#### 消去技法
- 暴露法（エクスポージャ法）
- 脱感作技法（拮抗条件づけ技法）

### オペラント技法

#### 強化技法
- 一般的オペラント技法
- 差異強化技法
- 漸近的行動形成技法
- トークンエコノミー技法
- モデリング技法
- バイオフィードバック技法
- セルフモニタリング技法
- コミュニティ強化アプローチと家族トレーニング （CRAFT）

#### 消去技法
- 一般的オペラント消去技法
- レスポンスコスト技法
- 条件性制止技法

## 資格
- 日本行動療法学会
  - 認定行動療法士
  - 専門行動療法士